# مارك فلانغن
مارك فلانغن (بالإنجليزية: Mark Flanagan)‏ هو لاعب دوري الرغبي أسترالي، ولد في 4 ديسمبر 1987 في أولدهام في المملكة المتحدة.